# Malcolm Anderson
Malcolm James Anderson (ur. 3 marca 1935 w Theodore) – australijski tenisista, mistrz U.S. National Championships z 1957 roku w grze pojedynczej, triumfator deblowego Australian Open z 1973 roku i French Championships 1957 z 1957 roku, mistrz Australian Championships 1957 w grze mieszanej, zdobywca Pucharu Davisa z 1957 i 1973 roku.

## Kariera tenisowa
W grze pojedynczej startując w turniejach wielkoszlemowych wygrał w 1957 roku U.S. National Championships (obecnie US Open), po pokonaniu w finale Ashleya Coopera. Z Cooperem przegrywał natomiast finały Australian Championships (obecnie Australian Open) i U.S. National Championships w 1958 roku. W 1972 roku został finalistą Australian Open, ponosząc porażkę w finałowym spotkaniu z Kenem Rosewallem.
W grze podwójnej Anderson w 1957 roku wygrał French Championships (obecnie French Open) razem z Ashleyem Cooperem i w 1973 roku Australian Open wspólnie z Johnem Newcombe’em. W 1957 roku był także finalistą Australian Championships z Ashleyem Cooperem, a także mistrzem tych zawodów w grze mieszanej, wspólnie z Fay Muller.
W latach 1957, 1958, 1972 i 1973 reprezentował Australię w Pucharze Davisa, zdobywając z zespołem tytuł w 1957 i 1973 roku. Łącznie w zawodach Anderson zagrał 19 meczów, z których w 13 zwyciężył.
W latach 1957–1958 Anderson był klasyfikowany na pozycji nr 2. rankingu światowego.
W 2000 roku został wpisany do Międzynarodowej Tenisowej Galerii Sławy.

### Finały w turniejach wielkoszlemowych

#### Gra pojedyncza (1–3)
| Końcowy wynik | Nr | Data | Turniej                                | Nawierzchnia | Przeciwnik    | Wynik finału             |
| ------------- | -- | ---- | -------------------------------------- | ------------ | ------------- | ------------------------ |
| Zwycięzca     | 1. | 1957 | U.S. National Championships, Nowy Jork | Trawiasta    | Ashley Cooper | 10:8, 7:5, 6:4           |
| Finalista     | 1. | 1958 | Australian Championships, Sydney       | Trawiasta    | Ashley Cooper | 5:7, 3:6, 4:6            |
| Finalista     | 2. | 1958 | U.S. National Championships, Nowy Jork | Trawiasta    | Ashley Cooper | 2:6, 6:3, 6:4, 8:10, 6:8 |
| Finalista     | 3. | 1972 | Australian Open, Melbourne             | Trawiasta    | Ken Rosewall  | 6:7(2), 3:6, 5:7         |

#### Gra podwójna (2–1)
| Końcowy wynik | Nr | Data | Turniej                          | Nawierzchnia | Partner       | Przeciwnicy              | Wynik finału  |
| ------------- | -- | ---- | -------------------------------- | ------------ | ------------- | ------------------------ | ------------- |
| Finalista     | 1. | 1957 | Australian Championships, Sydney | Trawiasta    | Ashley Cooper | Neale Fraser Lew Hoad    | 3:6, 6:8, 4:6 |
| Zwycięzca     | 1. | 1957 | French Championships, Paryż      | Ceglana      | Ashley Cooper | Don Candy Mervyn Rose    | 6:3, 6:0, 6:3 |
| Zwycięzca     | 2. | 1973 | Australian Open, Melbourne       | Trawiasta    | John Newcombe | John Alexander Phil Dent | 6:3, 6:4, 7:6 |

#### Gra mieszana (1–0)
| Końcowy wynik | Nr | Data | Turniej                          | Nawierzchnia | Partnerka  | Przeciwnicy               | Wynik finału  |
| ------------- | -- | ---- | -------------------------------- | ------------ | ---------- | ------------------------- | ------------- |
| Zwycięzca     | 1. | 1957 | Australian Championships, Sydney | Trawiasta    | Fay Muller | Jill Langley Billy Knight | 7:5, 3:6, 6:1 |